# Font de Puigcastellar (Castellterçol)
La Font de Puigcastellar és una surgència del terme municipal de Castellterçol, a la comarca del Moianès.
Està situada a 842 metres d'altitud, a la capçalera de la riera de Puigcastellar, al costat mateix de la línia dels termes de Castellterçol i de Sant Quirze Safaja. És a l'extrem sud-oriental del terme castellterçolenc.